# 서울송파우체국
서울송파우체국(서울松坡郵遞局)은 서울지방우정청 소속의 우체국으로, 서울특별시 송파구 오금로 323에 있다.

## 기본 정보
- 주소: 서울특별시 송파구 오금로 323
- 우편번호: 05661

## 연혁
- 1992년 7월 20일: 서울송파우체국 개국
- 1997년 10월 1일: 사무분장세칙개정령 2과 12계 → 4과 1실(소속국19,취급소9)
- 2001년 5월 1일: 총괄우체국 관리기능 광역화 확대실시(편제명칭변경)
- 2002년 8월 1일: 서울중앙병원우편취급소를 서울아산병원우편취급소로 명칭 변경[1]
- 2004년 12월 1일: 배달서비스과, 우편분류과, 소포실 → 우편물류과로 조직개편
- 2009년 9월 1일: 서울잠실1동우체국을 서울잠실2동우체국으로, 서울잠실5동우체국을 서울잠실3동우체국으로 명칭 변경[2]
- 2010년 1월 4일: 서울가든파이브우체국 개국[3]
- 2012년 9월 3일: 서울송파우성우편취급국을 서울풍납2동우편취급국으로 명칭 변경[4]
- 2014년 1월 1일: 우편구역을 다음과 같이 고시[5]

| 배달국         | 배달구역      | 구역번호      |
| -------------- | ------------- | ------------- |
| 서울송파우체국 | 송파구 전지역 | 05500 ~ 05845 |

- 2014년 12월 5일: 서울가락동우체국, 서울가락도매시장우체국 폐국[6]
- 2016년 7월 9일: 군부대 이전으로 제138군사우편출장소 폐국[7]
- 2017년 3월 20일: 서울동부지방법원우체국 개국[8]
- 2017년 5월 31일: 서울오금동우체국 폐국[9]
- 2021년 8월 2일 : 헬리오시티우편취급국 설치[10]

## 관할 우체국
| 우체국명                 | 사진 | 주소                                                         | 비고                                                |
| ------------------------ | ---- | ------------------------------------------------------------ | --------------------------------------------------- |
| 서울가든파이브우체국     |      | 서울특별시 송파구 충민로 66(문정동) 라이프테크노관 1002호    | 2010년 1월 4일 신설                                 |
| 서울가락극동우편취급국   |      | 서울특별시 송파구 동남로 208(가락동)                         |                                                     |
| 서울가락동우체국         |      | 서울특별시 송파구 송파대로 345 (가락동)                      | 2014년 12월 5일 폐국                                |
| 서울가락도매시장우체국   |      | 서울특별시 송파구 양재대로 932 (가락동)                      | 2014년 12월 5일 폐국                                |
| 서울가락본동우체국       |      | 서울특별시 송파구 송파대로30길 36(가락동)                    |                                                     |
| 서울거여동우체국         |      | 서울특별시 송파구 양산로 3(거여동)                           |                                                     |
| 서울동부지방법원우체국   |      | 서울특별시 송파구 법원로 101 (문정동)                        | 2017년 3월 20일 신설                                |
| 서울마천동우체국         |      | 서울특별시 송파구 거마로20길 34(마천1동)                     |                                                     |
| 서울문정건영우편취급국   |      | 서울특별시 송파구 새말로 103(문정동)                         |                                                     |
| 서울문정동우체국         |      | 서울특별시 송파구 중대로 20(문정2동)                         |                                                     |
| 서울문정로데오우편취급국 |      | 서울특별시 송파구 동남로4길 10(문정1동) 정락신협 1층         |                                                     |
| 서울방이동우체국         |      | 서울특별시 송파구 오금로 187(방이동)                         |                                                     |
| 서울삼전동우체국         |      | 서울특별시 송파구 백제고분로 256(삼전동)                     |                                                     |
| 서울삼전서호우편취급국   |      | 서울특별시 송파구 삼전로12길10(삼전동) 경림빌딩 1층 01호     |                                                     |
| 서울송파1동우체국        |      | 서울특별시 송파구 백제고분로42길 5(송파1동) 여성문화회관 1층 |                                                     |
| 서울송파한양우편취급국   |      | 서울특별시 송파구 송이로 26(송파동)                          |                                                     |
| 서울아산병원우편취급국   |      | 서울특별시 송파구 올림픽로43길 88(풍납2동)                   | 2002년 8월 1일 서울중앙병원우편취급소에서 명칭 변경 |
| 서울오금대림우편취급국   |      | 서울특별시 송파구 마천로 61(오금동)                          |                                                     |
| 서울오금동우체국         |      | 서울특별시 송파구 동남로 300(오금동)                         | 2017년 5월 31일 폐국                                |
| 서울오륜동우체국         |      | 서울특별시 송파구 양재대로 1218(오륜동)                      |                                                     |
| 서울잠실2동우체국        |      | 서울특별시 송파구 올림픽로 107(잠실동)                       | 2009년 9월 1일 서울잠실1동우체국에서 명칭 변경      |
| 서울잠실3동우체국        |      | 서울특별시 송파구 잠실로 51-33(잠실3동)                      | 2009년 9월 1일 서울잠실5동우체국에서 명칭 변경      |
| 서울잠실4동우체국        |      | 서울특별시 송파구 올림픽로 35길 16(신천동)                   |                                                     |
| 서울잠실우성우편취급국   |      | 서울특별시 송파구 올림픽로4길 48(잠실7동) 프리마상가 205     |                                                     |
| 서울잠실우체국           |      | 서울특별시 송파구 오금로 90(신천동)                          |                                                     |
| 서울장미아파트우편취급국 |      | 서울특별시 송파구 신천로 25(신천동) 장미아파트상가 221       |                                                     |
| 서울풍납2동우편취급국    |      | 서울특별시 송파구 올림픽로 45길 19(풍납2동) 풍성빌딩 109호   | 2012년 9월 3일 서울송파우성우편취급국에서 명칭 변경 |
| 서울풍납동우체국         |      | 서울특별시 송파구 올림픽로 575(풍납동)                       |                                                     |
| 헬리오시티우편취급국     |      | 서울특별시 송파구 송파대로 345 헬리오시티상가 1A동 2층 43호  | 2021년 8월 2일 신설                                 |

## 조직
- 영업과
  - 우편영업실
  - 금융영업실
- 지원과
- 경영지도실
- 우편물류과
  - 물류실
  - 소포실
  - 집배실
    - 집배1실
    - 집배2실
    - 집배3실

  - 특수발착실
  - 민원실
- 당직실

## 같이 보기
- 우정사업본부
- 대한민국 과학기술정보통신부